# Caños de la Catedral
La denominación Caños de la Catedral se refiere al nombre de una fuente procedente de un manantial bastante caudaloso que brotaba a la altura del muro de la obra nueva de la catedral de Valladolid (España); era un acuífero de la capa freática que se extendía por esa zona. El manantial afloró por la parte donde se ubicó la capilla de San Juan Evangelista que se hallaba debajo de la torre que se derrumbó en 1841. Cuando surgió el manantial al hacerse las obras de excavación y cimentación los ciudadanos aprovecharon el agua para edificar una fuente de vecindad. Cuando a finales del siglo XIX se proyectó hacer la obra de soterramiento del río Esgueva para diseñar la plaza de Portugalete y construir el mercado se desmontó la fuente y se construyó una nueva en un rincón de la plaza.

## Historia
Según cuenta Agapito y Revilla  el manantial existía ya desde antes de la obra nueva de la catedral. Se conocía también con el nombre de «caños de Portugalete». El manantial daba agua además a un lavadero y después se deslizaba hasta el cauce del río Esgueva que pasaba a poca distancia paralelo al muro oeste de la catedral. El lavadero era anterior a la obra nueva y fue epónimo de una calle que existía en aquellos tiempos con el nombre de calle de la Lavandería. Subsistió por siglos y se encontraba en línea con el puente de Magaña y el de las Carnicerías. Era bastante grande y tenía una buena manguardia de cantería para resistir las avenidas de agua cuando se desbordaba el Esgueva. Pero no pudo resistir la inundación de 1788.
En 1862 el Archivo Municipal da cuenta del estado de aquellos caños y hace su descripción:

Dos fuentes con sus pilones y un estanque grande inmediato a ellos que sirve de lavaderos con sus pretiles todo ello de piedra consistente [...] la fuente linda por el oriente con la calle que va por bajo de dicho atrio y torre de la Catedral al puentecillo de las Angustias [...] por el sur con terreno inmediato al puente de las carnicerías y escaleras por donde se baja a estas fuentes y lavaderos.
AMVA CH C 387-42

En 1848 ya el Ayuntamiento había empezado a proyectar el soterramiento del río Esgueva y en los planes estaba hacer el desmonte de uno de los arcos de las carnicerías y dejar libre y bien explanado el espacio por donde había discurrido el río para construir un mercado en condiciones. Gran parte de la explanada era propiedad del Cabildo, de hecho era el lugar que en su día eligió Juan de Herrera para levantar el claustro, obra que nunca se llegó ni siquiera a iniciar. La fuente de los Caños era muy solicitada y abastecía de agua a toda la vecindad y al lavadero descrito y como tal fuente pública daba lugar al bullicio, peleas y gritos cosa que no era en absoluto grato para el Cabildo catedralicio que en más de una ocasión había pedido a los ediles su intervención, incluso el desmonte de la fuente. Por eso y tras muchos debates ambas instituciones llegaron a un acuerdo: el Cabildo cedería gratis los terrenos de su propiedad y el Ayuntamiento se llevaría la fuente a otro lugar alejada del templo. Y así fue como se hizo el soterramiento del río y la preparación de la explanada de la plaza de Portugalete para edificar el mercado de hierro a semejanza de los otros dos, Campillo y Val. 
A finales de agosto de 1863 se acordó trasladar la fuente a la confluencia de las calles de Baños (más tarde Echegaray), Cabañuelas (Arzobispo Gandásegui) y Magaña dando las dimensiones propias de una fuente de vecindad con su adorno de la farola. Finalmente se desmontó el lavadero y se acordó construir otros en los puentes de Platería y Gallegos.